# 마크 샤이플리
마크 샤이플리(영어: Mark Scheifele, 1993년 3월 15일 ~ )는 캐나다의 아이스하키 선수이다.